# Tlacotepec, Tlacoapa
Tlacotepec är en ort i Mexiko.   Den ligger i kommunen Tlacoapa och delstaten Guerrero, i den sydöstra delen av landet, 250 km söder om huvudstaden Mexico City. Tlacotepec ligger 2 056 meter över havet och antalet invånare är 388.
Terrängen runt Tlacotepec är kuperad söderut, men norrut är den bergig. Runt Tlacotepec är det ganska glesbefolkat, med 42 invånare per kvadratkilometer. Närmaste större samhälle är Malinaltepec, 10,0 km öster om Tlacotepec. I omgivningarna runt Tlacotepec växer huvudsakligen savannskog.